# Cautinella minuta
Cautinella minuta là một loài nhện trong họ Linyphiidae.
Loài này thuộc chi Cautinella. Cautinella minuta được Alfred Frank Millidge miêu tả năm 1985.